# Square André-Tollet
Le square André-Tollet est une ancienne voie située dans les quartiers des Enfants-Rouges et de la Folie-Méricourt, respectivement des 3e et 11e arrondissements de Paris, en France.

## Origine du nom
Il rend hommage à André Tollet (1913-2001) dirigeant syndicaliste français, résistant et président du comité départemental de Libération.

## Historique
Créé sur l'espace oriental de la place de la République en 2004, le square n'est pas un espace vert stricto sensu mais c'est une voie de circulation piétonnière qui constitue une partie de la place. Lors de la restructuration complète de la place de la République durant la période 2011-2012, l'espace du square est agrandi sur celui des voies de circulation et planté d'arbres et prend en 2013 le nom d'« esplanade André-Tollet ».